# Ludzie i losy
Ludzie i losy (alb. Njerëz dhe Fate) – pierwsza albańska telenowela z 2002.
W realizacji pierwszej w dziejach albańskiej RTSh - telenoweli opowiadającej o losach kilku rodzin mieszkających w Tiranie wzięli udział dramaturg Ruzhdi Pulaha, reżyserowie Ylli Pepo i Katerina Çelo, a także montażysta Andon Beqari. W 2003 zaprzestano jej realizacji z powodu braku środków finansowych. Dwa wątki, pochodzące z filmu zostały zrealizowane jako osobne filmy - Ishte koha për dashuri oraz Letra fatale.
W 2002  Arben Derhemi w imieniu ekipy realizatorskiej zapowiedział kontynuację serialu.

## Obsada
- Marieta Ljarja jako Halla
- Mehdi Malkaj jako Xhemo
- Pavlina Mani jako Drita
- Arben Derhemi jako Flori
- Robert Ndrenika jako Durim, ojciec Floriego, Ery i Loli
- Valbona Imami jako Lola
- Dritan Boriçi jako Rugen
- Gentian Zenelaj jako Toni
- Natasha Sela jako Bedri
- Eni Jani jako Era
- Arta Muçaj jako Didi
- Gëzim Rudi jako Jari
- Valentina Kita jako Xhuli
- Alfred Trebicka jako Betim
- Eftiola Laçka jako Andeta
- Guljelm Radoja
- Fatos Sela
- Rozana Radi
- Artion Vreto
- Lulzim Zeqja
- Piro Kita